# Підсереднє
Підсереднє — селище в Україні, у Великобурлуцькій селищній громаді Куп'янського району Харківської області. Населення становить 844 осіб. До 2020 орган місцевого самоврядування — Підсереднянська сільська рада.

## Географія
Селище Підсереднє знаходиться біля витоків Балки Середньої, притоки річки Великий Бурлук. На річці кілька великих загат. Навколо селища великі лісові масиви (дуб, клен). За 6 км розташоване селище Великий Бурлук.

## Історія
- 1832 — дата заснування. Підсереднє було засновано на початку XIX століття біля перехрестя Ізюмського шляху і дороги Куп'янськ — Бєлгород. Спочатку поселення було невеликим хутором біля заїжджого двору який належав Донець-Захаржевським-Задонським.
- В 1851 році поруч був побудований заїжджий двір цукрозаводчика Скалона. Хутір, що спочатку називався Хрести, почали називати Середнім, так як він перебував приблизно на однаковій відстані від Куп'янська і Вовчанська. Після того як Середній перейшов у володіння Андрія Войновича Задонського, селяни почали займати землі біля невеликої річки Полиці. Новий хутір почали називати Під-Середнє.
- В 1860 році був побудований цегельний завод.
- В 1869 році Задонський будує спиртзавод, який виробляв спирту на 16 тис. рублів на рік.
- На початку 70-х років XIX століття хутір бере в оренду поміщик Неклюдов, а потім Ребиндер і Боткін.
- В 1873 році Неклюдов побудував паровий млин і облаштував 3 величезних ставки.
- В 1875 році хутір переходить до сина Андрія Войновича — Василю Андрійовичу Задонському, який будує кам'яний панський будинок і розбиває сад.
- В 1900 році в Підсереднє з Бурлука переїжджає Василь Андрійович Задонський з дочкою Катериною.
- 12 червня 2020 року, відповідно до розпорядження Кабінету Міністрів України № 725-р «Про визначення адміністративних центрів та затвердження територій територіальних громад Харківської області», увійшло до складу Великобурлуцької селищної територіальної громади[1].
- 19 липня 2020 року, в результаті адміністративно-територіальної реформи та ліквідації Великобурлуцького району, селище увійшло до складу Куп'янського району Харківської області[2].
- Російська окупація селища почалася 24 лютого 2022 року.
- 6 вересня 2022 року, Збройні Сили України почали наступ у Харківській області. 10 вересня було звільнено районний центр - м. Купʼянськ, а згодом і с. Підсереднє.
- 11 вересня 2022 року воїни Збройних Сил України в ході Харківської контрнаступальної операції звільнили від російських окупантів населені пункти Великобурлуцької селищної територіальної громади[3].
- 24 грудня близько 02:50 російські військовослужбовці обстріляли с. Підсереднє Купʼянського району. Отримали поранення двоє чоловіків 34 та 65 років. Їх госпіталізовано до лікарні. У селі пошкоджено житлові будинки та автомобілі людей. За попередніми даними, окупанти обстріляли населений пункт з РСЗВ «Смерч» та артилерії.

## Економіка
- В селищі є молочнотоварна ферма, машинно-тракторні майстерні.
- Підсереднє буряківниче сільськогосподарське підприємство.
- ВАТ «Підсереднє».

## Об'єкти соціальної сфери
- «Колосок», дитячий навчальний заклад.
- Школа.
- Будинок культури.
- Спортивний майданчик.